# لیتوانی صغیر

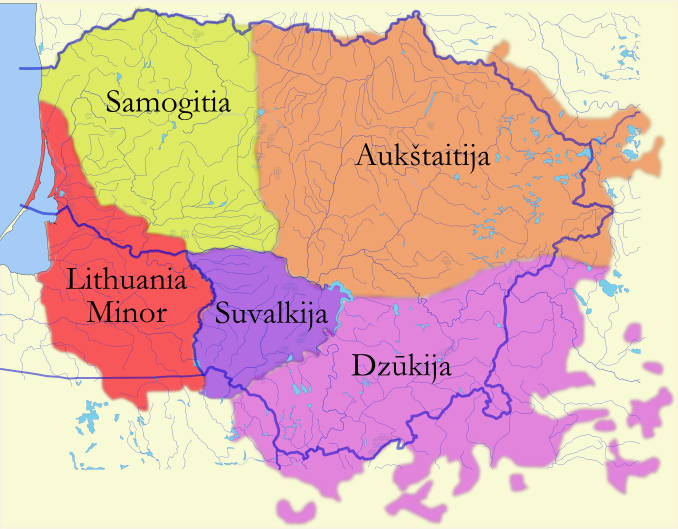
لیتوانی صغیر و سایر مناطق قوم‌نگاری تاریخی لیتوانی

لیتوانی صغیر (لیتوانیایی: Mažoji Lietuva) یک منطقه قوم‌نگاری تاریخی از پروس (ناحیه) است، بعداً پروس شرقی در آلمان، جایی که لیتوانیایی های پروس (یا لیتووینینکای) در آن زندگی می کردند.